# Copablepharon
Copablepharon là một chi bướm đêm thuộc họ Noctuidae.

## Các loài
- Copablepharon absidum (Harvey, 1875)
- Copablepharon alaskensis Crabo & Lafontaine, 2004
- Copablepharon albisericeum Blanchard, 1976
- Copablepharon atrinotum Crabo & Lafontaine, 2004
- Copablepharon canarianum McDunnough, 1932 (đồng nghĩa: Copablepharon contrastum McDunnough, 1932)
  - Copablepharon canarianum canarianum McDunnough, 1932
  - Copablepharon canarianum contrasa McDunnough, 1932
- Copablepharon columbia Crabo & Lafontaine, 2004
- Copablepharon flavum Fauske & Lafontaine, 2004
- Copablepharon fuscum Troubridge & Crabo, 1996
- Copablepharon gillaspyi Blanchard, 1976
- Copablepharon grandis (Strecker, 1878)
- Copablepharon longipenne Grote, 1882
- Copablepharon michiganensis Crabo & Lafontaine, 2004
  - Copablepharon michiganensis serraticornis (Blanchard, 1976)
- Copablepharon mustelini Crabo & Lafontaine, 2004
- Copablepharon mutans Crabo & Lafontaine, 2004
- Copablepharon nevada Crabo & Lafontaine, 2004
- Copablepharon opleri Lafontaine, 2004
- Copablepharon pictum Fauske & Lafontaine, 2004
- Copablepharon robertsoni Crabo & Lafontaine, 2004
- Copablepharon sanctaemonicae Dyar, 1904
- Copablepharon serratigrande Lafontaine, 2004
- Copablepharon serratum McDunnough, 1932
- Copablepharon spiritum Crabo & Fauske, 2004
- Copablepharon viridisparsa Dod, 1916
  - Copablepharon viridisparsa hopfingeri (Franclemont, 1954)
  - Copablepharon viridisparsa gilvum Crabo & Lafontaine, 2004
  - Copablepharon viridisparsa ravum Crabo & Lafontaine, 2004
  - Copablepharon viridisparsa viridisparsa Dod, 1916

## Former species
- Copablepharon album is now Protogygia album (Harvey, 1876)